# Pokrov (Oblast' di Vladimir)
Pokrov è una città della Russia europea centrale (oblast' di Vladimir), situata sulla sponda sinistra della Kljaz'ma, 82 km a ovest del capoluogo; è compresa amministrativamente nel distretto di Petuški.
Fondata nel XVII secolo nei pressi di un monastero, ottenne lo status di città nel 1778 dalla zarina Caterina II.

## Società

### Evoluzione demografica
Fonte: mojgorod.ru
- 1897: 2.900
- 1926: 2.700
- 1959: 6.800
- 1979: 14.600
- 1989: 16.000
- 2007: 15.600